# Усун-Кюёль (озеро, бассейн Пясины)
Усун-Кюёль (Долгое) (якут. Уһун Күөл) — пресноводное озеро в Красноярском крае России.
Расположено на юго-западе Северо-Сибирской низменности, приблизительно в 35 километрах северо-западнее Норильска, в 5,5 км от юго-западного берега более крупного озера Пясино. Имеет продолговатую форму. Высота над уровнем моря — 78 м. Площадь озера — 34,2 км², водосборная площадь — 146 км². В северо-восточной части вытекает ручей Вертлявый, который впадает в озеро Пясино. Впадает несколько ручьёв, наиболее значительные из которых — Перекатный и Гусиный, соединяющие озеро Усун-Кюёль с более мелкими озёрами на западе. Берега пологие, местами заболоченные. Населённые пункты на озере и подъездные дороги отсутствуют.